# 环舞 (短篇小说)
《环舞》（Runaround）是美国作家艾萨克·阿西莫夫创作的一篇短篇科幻小说，里面有在其之后的多部小说中多次出现的人物鲍威尔（Powell）和杜鲁门（Donovan）。这篇小说写于1941年10月，初次出版在1942年三月的《超级科学故事》（Super Science Stories）杂志上。后来收录于1950年的《我，机器人》(I, Robot)、1982年的《机器人全集》（The Complete Robot）和1990年的《机器人视觉》（Robot Visions）。
在《环舞》中，著名的机器人三定律第一次出现，并在阿西莫夫之后的多部关于机器人小说中作为主题。在许多其他同类型的小说中，机器人陷入由机器人三定律文字上的模糊所造成的困境，而《环舞》中的机器人自始自终都严格遵循机器人三定律。

## 故事梗概
2015年，鲍威尔、杜鲁门和一名被称做快手(Speedy)的SPD-13型机器人被派往水星，让一个于十年前被搁置的采矿基地重新运作起来。
他们发现给基地中的生命保障系统提供能量的光电池库很快就要因为缺少硒而停止工作，而最近的硒溶池有十七英里远。由于快手可以抵抗水星上的高温，所以被杜鲁门派去采集硒。当快手五个小时之后还没有回来时，鲍威尔和杜鲁门开始担心起来，于是他们使用一种旧式的机器人，试图去带回快手，找出究竟哪里出问题。
当他们发现快手时，快手正围着硒溶池绕圈跑，且步态略带蹒跚，还有点左右摇晃。当快手被要求去取回硒时，开始胡言乱语，表现出一种类似人喝醉了的样子。
鲍威尔认识到对于快手来说，硒溶池有些预料之外的危险。正常情况下，机器人会遵守第二定律(“机器人必须服从人类的命令”)。但由于快手造价十分昂贵，不能轻易损毁，所以第三定律(“机器人必须保护自己”)有异乎寻常的重要性。由于去采集硒的命令被下达的时候并没有特别强调，快手在第二定律和第三定律之间无所适从，于是他采取一种折中的办法，就是绕着硒溶池跑圈。
由于机器人的大脑在混乱中无法接受新的命令，快手拒绝回来。他们尝试去改变危险状况，但只是让快手达到一个新的平衡点，绕着更大的圈跑。
当然，能战胜第二和第三定律的只有机器人第一定律(“机器人不得伤害人类，或袖手旁观坐视人类受到伤害”)。于是，鲍威尔决定用自己的生命去冒险，走到水星炙热的阳光下，来迫使快手去克服自己认知上的混乱。最后计划成功，光电池库被修复。